# Pierre de Sonnaz
Pierre de Sonnaz († 18 janvier 1410) est un ecclésiastique savoyard, fait évêque d'Aoste (1399-1410), et probablement issu de la famille Gerbais de Sonnaz.

## Biographie

### Origines
Pierre de Sonnaz est probablement issu, selon Foras, de la famille Gerbais de Sonnaz. Il serait le frère de Pierre et d'Amblard, qui seront l'un et l'autre trésoriers généraux du comté de Savoie,. Cependant cette parenté fait débat.
Les fils de ses frères seront conseillers à la cour du comte, puis duc de Savoie Amédée VIII et un autre, Aimon, sera prévôt de la cathédrale d'Aoste, puis évêque de Maurienne (1422-1432),,.

### Carrière
Pierre de Sonnaz est frère mineur au couvent de Chambéry lorsqu'il est nommé sur le siège d'Aoste par le Pape Benoit XIII le 31 octobre 1399. Il est consacré le 25 janvier 1400, par Giacomo de Cavallis évêque de Verceil (1379-1412) et Bonifacio Della Torre issu des comtes de San Martino évêque d'Ivrée (1399-1427).
Son épiscopat est marqué par l'institution de la fête de Saint-Grat par le décret synodial du 10 mai 1407. Selon le nécrologe du couvent des Franciscains de Chambéry, Pierre de Sonnaz meurt le 18 janvier 1410.